# Riverbed Technology
 (mai 2015).
Si vous disposez d'ouvrages ou d'articles de référence ou si vous connaissez des sites web de qualité traitant du thème abordé ici, merci de compléter l'article en donnant les références utiles à sa vérifiabilité et en les liant à la section « Notes et références ».
Fondée en 2002, Riverbed Technology est une compagnie américaine leader dans le domaine de l’infrastructure de performances applicatives, proposant une plateforme informatique indépendante. 

## Présentation
L'entreprise est spécialisée de l’observabilité et de la performance réseau.
La technique proposée par Riverbed transforme la localisation et la distance en avantage concurrentiel, puisqu’elle permet aux systèmes informatiques d'avoir la flexibilité d'héberger des applications et des données dans les emplacements les plus optimaux, tout en veillant à ce que les applications s'exécutent selon les attentes, que les données soient toujours disponibles en fonction des besoins et que les problèmes de performance soient détectés et résolus avant que les utilisateurs finaux ne les remarquent. Les 24 000 clients de Riverbed comprennent 97 % des entreprises du palmarès Fortune 100 et 95 % des sociétés du palmarès Forbes Global 100. En 2011 Riverbed est classée no 3 dans la liste de Forbes des sociétés à la plus forte croissance

## Histoire
En 2012 Riverbed Technology fait l'acquisition d'Opnet Technologies. Le rachat est effectué via une OPA amicale pour un montant d'un milliard de dollars.
En 2015, elle fait l'objet d'une de participation majoritaire par Thoma Bravo pou 3,5 milliards USD et les actions sont retirés de cotation Nasdaq.
En 2016, elle rachète la société Alternity.
En novembre 2021, l'entreprise est placée sous la protection du chapitre 11 de la loi sur les faillites. 
En 2023, Le Monde Informatique annonce que Riverbed va être racheté par Vector Capital. 